# Miguel Ángel Argüello
Miguel Ángel Argüello (Río Cuarto, Córdoba, 28 de mayo de 1944 - 22 de mayo de 2022). Fue un futbolista argentino que jugaba defensor.

## Trayectoria

### Estudiantes de Río Cuarto
Argüello se formó en Estudiantes de Río Cuarto y debutó en 1962. En 1966 tuvo su segunda etapa en el club, cuando regresó luego de su experiencia por el fútbol rosarino. 

### Newells
En 1964 viajó a Rosario, para sumarse a Newells. En la lepra disputó una temporada.

### Central Córdoba
En 1965 pasó a Central Córdoba. En el charrúa jugó una temporada, cuando el equipo charrúa disputaba la B Metropolitana.

### Atlético Tucumán
En el año 1970 se mudó a San Miguel de Tucumán para sumarse a Atlético Tucumán. En su primer año se consagró campeón tucumano, al derrotar a su clásico rival en la última fecha, pero, en una decisión polémica, el título les sería arrebatado a través del escritorio. En 1972 se consagró campeón tucumano y obtuvo la clasificación al Campeonato Nacional 1973. En 1973 obtuvo el bicampeonato tucumano. En 1975 se coronó campeón de la Liga Tucumana y terminó primero en su grupo del Campeonto Nacional y avanzó a la fase final del torneo.

## Clubes
| Club                      | País      |
| ------------------------- | --------- |
| Estudiantes de Río Cuarto | Argentina |
| Newells                   | Argentina |
| Central Córdoba           | Argentina |
| Atlético Tucumán          | Argentina |

## Palmarés
| Título        | Equipo           | País      | Año  |
| ------------- | ---------------- | --------- | ---- |
| Liga Tucumana | Atlético Tucumán | Argentina | 1972 |
| Liga Tucumana | Atlético Tucumán | Argentina | 1973 |
| Liga Tucumana | Atlético Tucumán | Argentina | 1975 |